# اوشین ساهاکیان
اوشین ساهاکیان (متولد ۱ فروردین ۱۳۶۵ در اصفهان)، بازیکن ایرانی ارمنی‌تبار تیم ملی بسکتبال ایران می‌باشد. او دارای ۱٫۹۶سانتی‌متر قد است که در پست (۴) پاور فوروارد (به انگلیسی: Power forward) بازی می‌کرد. او پر افتخارترین ورزشکار بسکتبال اصفهانی است که قهرمانی جوانان، امید و بزرگسالان آسیا را در کارنامه ورزشی خود دارد. ساهاکیان همچنین در جام جهانی بسکتبال و المپیک ۲۰۰۸ پکن همراه با تیم ملی ایران به میدان رفته‌است.
او در ۱۱ تیر ماه ۱۳۹۷ پس از پیروزی در برابر تیم قزاقستان، از تیم ملی بسکتبال خداحافظی کرد و هم‌اکنون در ایالات متحده آمریکا اقامت دارد.

## افتخارات
وی در مسابقات جام ملت‌های آسیا (۲۰۱۳) در فیلیپین، علاوه بر کسب قهرمانی، عنوان بهترین پست ۴ آسیا (قدرت رو به جلو) را دریافت کرد.

### تیم ملی
- مسابقات قهرمانی بسکتبال آسیا
  - نشان طلا : ۲۰۰۷, ۲۰۰۹, ۲۰۱۳
- بازی‌های آسیایی
  - نشان نقره : ۲۰۱۴
  - نشان برنز : ۲۰۱۰
- مسابقات قهرمانی بسکتبال زیر ۲۰سال آسیا
  - نشان طلا : ۲۰۰۴
- مسابقات قهرمانی بسکتبال زیر ۱۸سال آسیا
  - نشان طلا : ۲۰۰۴
  - نشان نقره: ۲۰۰۲
- بازی‌های آسیایی داخل سالن
  - نشان طلا: ۲۰۰۹